# Take Cover
Take Cover — десятый студийный альбом группы Queensrÿche, вышедший 13 ноября 2007 года и содержащий кавер-версии композиций известных исполнителей. Идея создать кавер-альбом пришла во время саундчека гитаристам Майклу Уилтону и Майку Стоуну, когда они затеяли игру типа «Угадай мелодию». Участники группы решили каждый выбрать по 2 композиции для альбома. О выходе альбома группа объявила 28 августа 2007 года. После первой недели релиза альбом 173-ю строчку в чарте Billboard 200, с объёмом продаж в 5500 копий.
Это последний альбом, записанный с Майком Стоуном, который покинул группу в 2009 году.

## Об альбоме
На протяжении своей карьеры Queensrÿche редко записывали и выпускали кавер-версии, можно вспомнить лишь би-сайд с «Scarborough Fair» к синглу «Empire» 1990 года. Кроме того, несколько последних лет группа была поглощена созданием, записью Operation: Mindcrime II, постановкой концертного шоу, а затем его воплощением в ходе длительного турне. Нужна была разрядка. Поэтому рядовой эпизод на саундчеке перерос в обсуждение, а затем в решение создать такой альбом. Тем более что представитель звукозаписывающего лейбла полностью поддержал идею, он присутствовал на той репетиции и выступил с инициативным предложением выпустить запись. По этому замыслу музыканты по окончании тура в поддержку Operation: Mindcrime II должны были собраться в студии и поработать. По словам Джеффа Тейта пластинка позволила группе хорошо провести время: «Это было просто весело! Приятно делать что-то непринуждённое, вместо того, чтобы сосредотачиваться на своём собственном материале».
Десять песен были записаны в ходе этих сессий. Ещё одна, «Bullet the Blue Sky» U2, была взята из архива концертных записей. Queensrÿche имели обыкновение записывать каждое своё выступление, и в одном из них, в качестве экспромта на бис ансамбль решил отыграть эту песню. Запись получилась на редкость удачной и было принято решение включить её в данный проект.
Итоговый результат работы в интервью американскому еженедельнику Billboard певец музыкального коллектива анализировал следующим образом: «Мы никогда не превзойдем оригиналы; они стали классикой не просто так. Мы были больше сосредоточены на поиске различных подходов, которые вели бы песни в неожиданных направлениях».
На страницах буклета компакт-диска каждый из участников квинтета оставил небольшую аннотацию в списке композиций, где поделился своими впечатлениями об избранном треке. Они также разделили обязанности продюсера. Над пятью студийными треками Take Cover работал продюсер Operation: Mindcrime II Джейсон Слейтер, над остальными пятью — гитаристы Майкл Уилтон и Майк Стоун.

## Список композиций
| №                   | Название                                                                              | Автор(ы)                                               | Длительность |
| ------------------- | ------------------------------------------------------------------------------------- | ------------------------------------------------------ | ------------ |
| 1.                  | «Welcome to the Machine» (кавер-версия Pink Floyd, 1975)                              | Роджер Уотерс                                          | 4:54         |
| 2.                  | «Heaven on Their Minds» (кавер-версия из рок-оперы Иисус Христос — суперзвезда, 1970) | Эндрю Ллойд Уэббер, Тим Райс                           | 4:54         |
| 3.                  | «Almost Cut My Hair» (кавер-версия Crosby, Stills, Nash & Young, 1970)                | Дэвид Кросби                                           | 4:18         |
| 4.                  | «For What It’s Worth» (кавер-версия Buffalo Springfield, 1967)                        | Стивен Стиллз                                          | 2:33         |
| 5.                  | «For the Love of Money» (кавер-версия The O’Jays, 1973)                               | Кеннет Гэмбл, Леон Хафф, Энтони Джексон                | 4:58         |
| 6.                  | «Innuendo» (кавер-версия Queen, 1991)                                                 | Джон Дикон, Брайан Мэй, Фредди Меркьюри, Роджер Тейлор | 6:11         |
| 7.                  | «Neon Knights» (кавер-версия Black Sabbath, 1980)                                     | Тони Айомми, Гизер Батлер, Ронни Джеймс Дио, Билл Уорд | 3:41         |
| 8.                  | «Synchronicity II» (кавер-версия The Police, 1983)                                    | Гордон Самнер                                          | 4:55         |
| 9.                  | «Red Rain» (кавер-версия Питера Гэбриела, 1986)                                       | Питер Гэбриел                                          | 4:39         |
| 10.                 | «Odissea» (кавер-версия Карло Маррале и Сальваторе Личитра, 2003)                     | Карло Маррале                                          | 3:51         |
| 11.                 | «Bullet the Blue Sky» (концертная версия; кавер-версия U2, 1987)                      | Адам Клейтон, Дэвид Эванс, Пол Хьюсон, Ларри Маллен    | 10:26        |
| Общая длительность: | Общая длительность:                                                                   | Общая длительность:                                    | 55:20        |

## Участники записи
Список составлен по сведениям базы данных Discogs
Queensrÿche:
- Джефф Тейт — вокал, автор текста для буклета (песни 3, 4, 10, 11)
- Майкл Уилтон[англ.] — соло-гитара, ритм-гитара, продюсер, автор текста для буклета (песни 1, 6)
- Майк Стоун[англ.] — соло-гитара (песни 1—10), продюсер, автор текста для буклета (песни 2, 7)
- Эдди Джексон[англ.] — бас-гитара, автор текста для буклета (песня 5)
- Скотт Рокенфилд[англ.] — ударные, автор текста для буклета (песни 8, 9)

| Приглашённые музыканты: - Келли Грэй — гитара (песня 11) - Леопольдо Ларсен — клавишные Технический персонал: - Джейсон Слейтер — продюсер (песни 1, 4, 6, 7, 10), звукорежиссёр - Майк Стоун — продюсер (песни 2, 3, 5, 9) - Майкл Уилтон — продюсер (песни 3, 8, 9) - Келли Грей — инженер микширования, звукорежиссёр - Эдди Шрейер — инженер мастеринга - Кенни Немес — A&R-администратор, исполнительный продюсер - Шерил Павельски — A&R-администратор | Технический персонал: - Леопольдо Ларсен — ассистент звукорежиссёра - Аарон Гершман — менеджер проекта - Донна ДеКристофер — менеджер проекта - Доран Тайсон — менеджер проекта - Джейсон Эльзи — менеджер проекта - Крис Аренд — менеджер проекта - Мария МакКенна — менеджер проекта - Стив Вулард — менеджер проекта - Samuels Advertising — дизайн |

## Позиции в хит-парадах
| Чарт (2007)         | Высшая позиция | Пребывание |
| ------------------- | -------------- | ---------- |
| США (Billboard 200) | 173            | 1 неделя   |